# 今日祈翠
今日祈翠（祈翠）は、中国で流行した、中国共産党、ないしは習近平を批判する造語。
現在、一部の中国のネット上で翠を含む結果を見つけることができるが、一部の結果、例えば"今日祈翠"、"習習卒"はもうネットでは見つけられない。
2019年の新型コロナウイルス感染状況下で、中国のネットユーザーは中国政府と中国共産党 (特に習近平総書記) の仕事に不満を表明している。

## 解説
その主な原因は[習]という字が中国語の簡体字の"习"と"卒"に分解できるためである。